# Öljersjö
Öljersjö är en by i Lösens socken i Karlskrona kommun i Blekinge län, belägen vid E22 strax utanför Karlskrona. Sedan 2015 avgränsar SCB här två småorter. Den östra delen har SCB tidigare gett beteckningen Torstäva och del av Öljersjö.